# 軟調色情

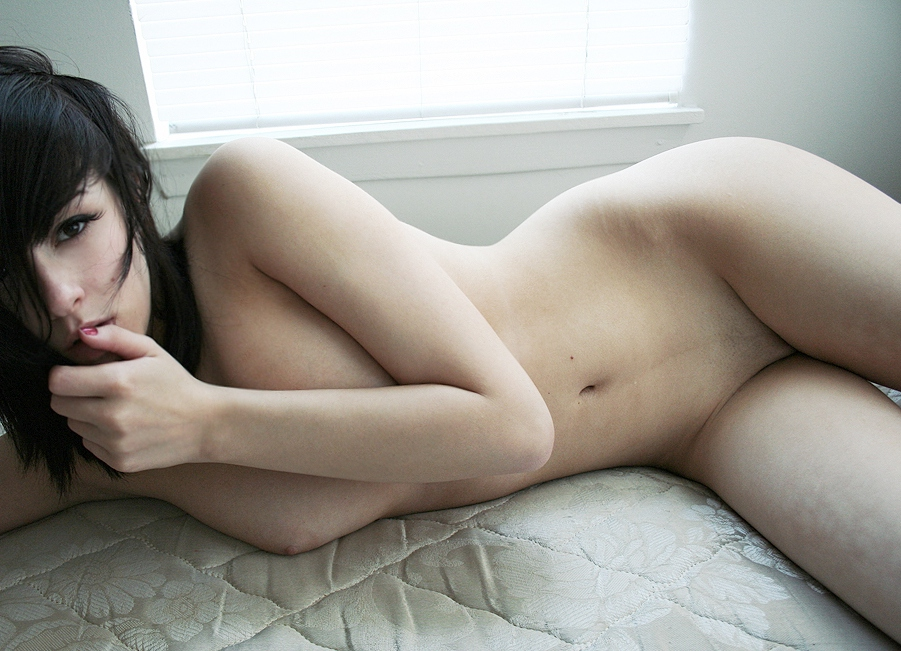
一个软调色情照片，虽是裸体照片但不过分裸露。

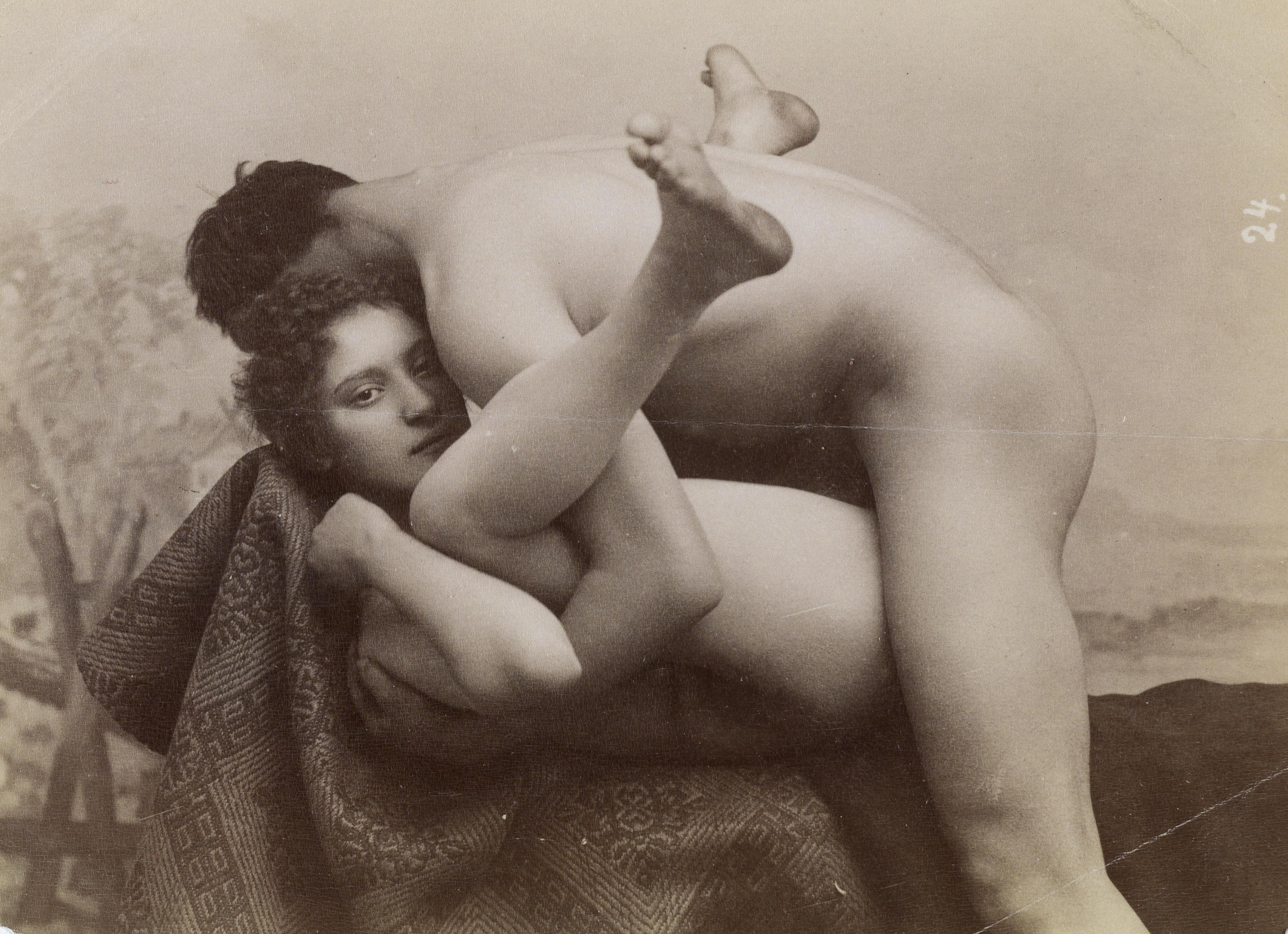
1880年代"法國明信片"的性交圖片，但未沒有實際性器官插入的畫面。

軟調色情、軟色情或软性色情（英語：Softcore pornography）是指商业上含有色情或情色成分的照片或电影，比較硬調色情少性暴露的成分。

## 概要

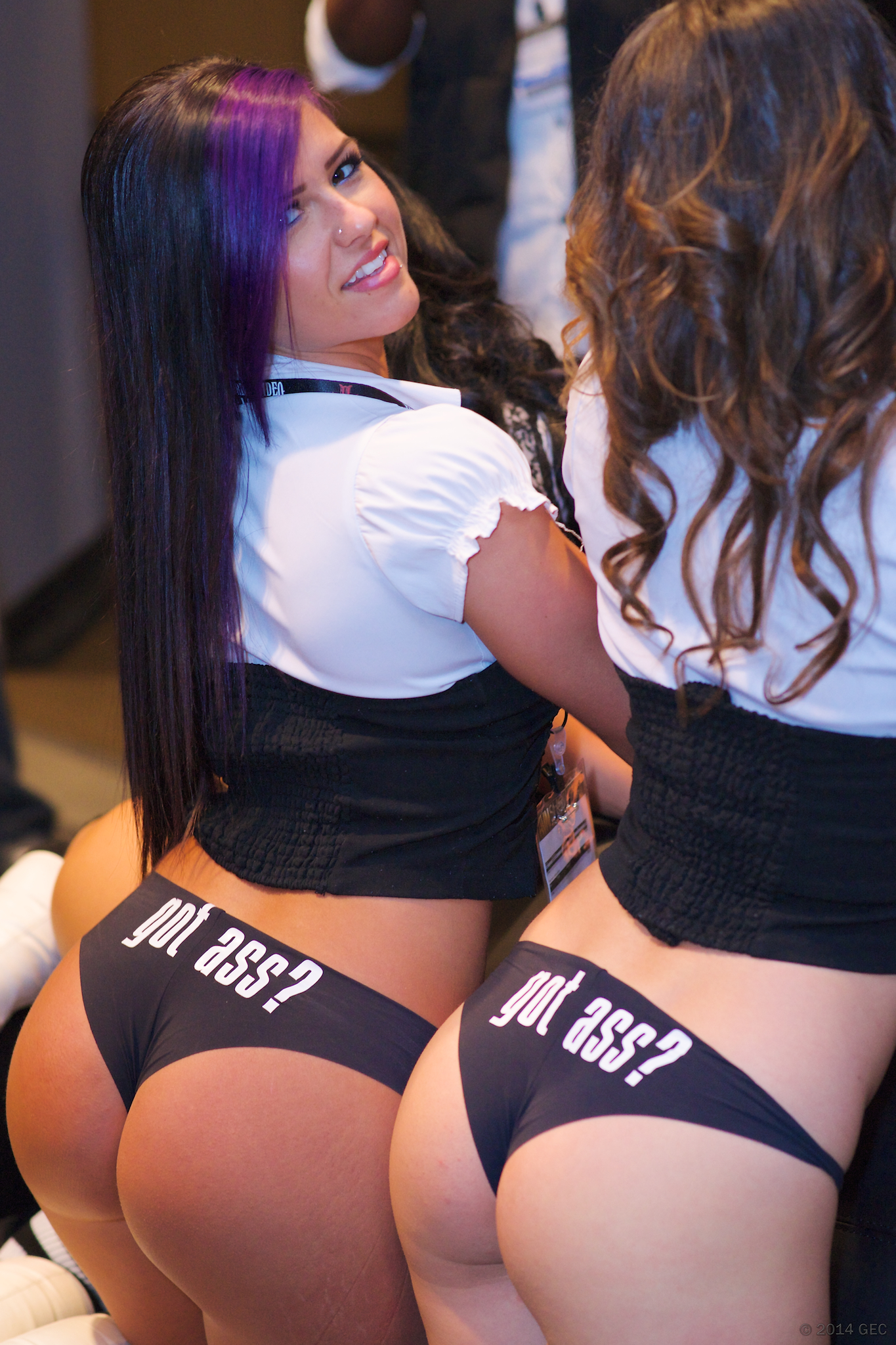
穿着性感的女子

软调色情的目的是引起性刺激，一般包括全裸或半裸色情演员以及性爱画面。生殖器的视觉画面（全裸）在摄影和印刷品比较常见，电影和电视上也越来越普遍。软调色情通常还包括性行为画面，例如性交、自慰，尽管画面一般都是仿真的。一般来说，软调色情不包含阴交、肛交、陰戶口交、陰莖口交、射精等暴露画面。阴茎勃起的画面可能不被允许。
商业上的色情与有高雅艺术志向的情色有所区别。
过于暴露的图像的各部分可以各种方式遮蔽起来，比如搭着头发或衣物、仔细定位手或身体其他部位、仔细定位现场的景物（通常是植物或者装饰物），以及精心挑选的拍摄角度。
大多数情况下，软调色情的性行为画面由演员仿真，无实际性交发生。演员可戴上乳胶生殖器罩，以防肢体接触。电影导演会竭尽全力遮蔽乳胶罩的存在，但往往不能彻底隐藏。
色情电影制作人有时同时制作硬调和软调色情，而软调色情版本以较不暴露的角度拍摄性爱画面，或运用其他技术来“淡化”会令人反感的画面。例如，软调色情版本可能被剪贴以迎合酒店的点播付费市场。

## 各國管制
软调色情电影通常比硬调色情受到较少的管制及限制，并满足不同的市场。在大多数国家，软调色情电影以限制级播映，但与此同时，许多这类电影也无评级放映。正如硬调色情一样，软调色情电影的提供据地方法律而定。影片出租店或网上零售商可能提供。在某些更具限制性的司法管辖区，这类电影只在成人用品店提供。允许出租软调色情电影的国家，可能存在开放播映的限制。此外，播放这类电影可能有年龄限制，通常为18岁。在某些国家，有线电视网络普遍播映软调色情电影，一些有线电视网络，如Cinemax，制作自家的软性色情电影及电视剧。

## 历史
美国电影分级制度制定之后，以及1980年代以前，许多耗资不同制作成本的软调色情电影在主流电影院放映，尤其在汽車戲院。某些电影，例如《艾曼纽》和《爱丽丝梦游仙境》，收到了来自影评人如罗杰·埃伯特的正面评价。
近年来，有线电视制作的放宽标准允许了许多包含以往仅限于软性色情市场的内容的电视剧的制作。例：《权力的游戏》、《大西洋帝國》、《真愛如血》、《拉字至上》、《斯巴达克斯》，及其副作品。